# Liguilla Pre-Libertadores 1988 (Chile)
La Liguilla Pre-Libertadores 1988 fue la 14.ª versión de la Liguilla Pre-Libertadores, torneo clasificatorio para Copa Libertadores de América organizado por la Asociación Nacional de Fútbol Profesional. Se disputó entre los días 18 y 25 de enero de 1989. 
El ganador que clasificó a la Copa Libertadores 1989 fue Colo-Colo, que ganó 2-1 a Deportes Iquique, en partido de definición jugado el día miércoles 25 de enero de 1989

## Equipos participantes
Para esta competencia se estableció un nuevo sistema clasificatorio. Lo primero que se definió como condición restringible o limitante, fue que sólo tenían acceso a la competencia aquellos equipos que terminen el torneo anual dentro de los primeros ocho lugares. Se dividió el torneo en tres tramos de diez fechas:
- En el primer tramo, de la primera a décima fecha, clasificó Deportes La Serena, que ocupó el tercer lugar. El primer lugar lo ocupó Deportes Concepción que perdió el derecho por terminar el torneo nacional en el noveno lugar. El segundo lugar lo ocupó Cobreloa, que fue el campeón del torneo, clasificando directamente.

- El segundo tramo, de la decimoprimera a la vigésima fecha, la ganó Colo-Colo.

- El tercer tramo, entre la vigesimoprimera y trigésima fecha, la ganó Deportes Iquique.

El primer clasificado proviene del torneo Copa DIGEDER de 1988, como el campeón Colo-Colo ganó el segundo tramo, cede su cupo al segundo, Unión Española, que lo pierde debido a que en el torneo nacional terminó en decimotercer lugar, el otro semifinalista Deportes Iquique ganó el tercer tramo, por lo que en definitiva ingresó Universidad Católica. 
| Equipo               | Vía de clasificación                                                |
| -------------------- | ------------------------------------------------------------------- |
| Universidad Católica | Semifinalista de la Copa DIGEDER 1988                               |
| Deportes La Serena   | Tercer lugar del Primer Tramo de la Primera División de Chile 1988  |
| Colo-Colo            | Primer lugar del Segundo Tramo de la Primera División de Chile 1988 |
| Deportes Iquique     | Primer lugar del Tercer Tramo de la Primera División de Chile 1988  |

Los equipos clasificados, formando dos parejas que se enfrentan en semifinal, en confrontaciones de ida y vuelta. Al término de los dos partidos en caso de igualdad de puntaje, se juega dos tiempos suplementarios y de mantenerse el empate se define tomando como base la diferencia de goles del campeonato nacional. Los ganadores juegan la final en un partido único.

## Detalle
Semifinales
Primera Llave
| 18 de enero de 1989 | Deportes La Serena | 1:2 (0:1) | Colo-Colo             | Estadio La Portada, La Serena                                      |                                                                    |
|                     | Fre 73'            |           | 14', 83' Barticciotto | Asistencia: 12.156 espectadores Árbitro(s): Sergio Vásquez (Chile) | Asistencia: 12.156 espectadores Árbitro(s): Sergio Vásquez (Chile) |

| 21 de enero de 1989                                                                                      | Colo-Colo | 0:1 (0:0) | Deportes La Serena | Estadio Nacional, Santiago                                        |                                                                   |
| |           |           | 70' De Luca        | Asistencia: 29.308 espectadores Árbitro(s): Enrique Marín (Chile) | Asistencia: 29.308 espectadores Árbitro(s): Enrique Marín (Chile) |
| Clasifica Colo-Colo por mejor diferencia de goles en torneo nacional: 1 versus -4 de Deportes La Serena. |           |           |                    |                                                                   |                                                                   |

Segunda Llave
| 18 de enero de 1989 | Deportes Iquique | 1:0 (1:0) | Universidad Católica | Estadio Municipal, Iquique                                          |                                                                     |
|                     | Carreño 13'      |           |                      | Asistencia: 9.430 espectadores Árbitro(s): Carlos Robles M. (Chile) | Asistencia: 9.430 espectadores Árbitro(s): Carlos Robles M. (Chile) |

| 21 de enero de 1989                                                                                               | Universidad Católica               | 3:1 (3:1) | Deportes Iquique | Estadio Nacional, Santiago                                        |                                                                   |
| | Olmos 9' · Mardones 17' · Soto 41' |           | 21' Díaz         | Asistencia: 29.308 espectadores Árbitro(s): Enrique Marín (Chile) | Asistencia: 29.308 espectadores Árbitro(s): Enrique Marín (Chile) |
| Clasifica Deportes Iquique por mejor diferencia de goles en torneo nacional: 11 versus 6 de Universidad Católica. |                                    |           |                  |                                                                   |                                                                   |

Final
| 25 de enero de 1989 | Colo-Colo                 | 2:1 (2:0) | Deportes Iquique | Estadio Nacional, Santiago                                        |                                                                   |
|                     | Pizarro 6' · Jáuregui 35' |           | 51' Russo        | Asistencia: 20.287 espectadores Árbitro(s): Enrique Marín (Chile) | Asistencia: 20.287 espectadores Árbitro(s): Enrique Marín (Chile) |

|  | Colo-Colo clasifica a la Copa Libertadores 1989 |

## Ganador
| Chile                                   |
| Ganador Colo Colo                       |
| Clasificado a la Copa Libertadores 1989 |